# Charlotte-Rose de Caumont de La Force
Charlotte-Rose de Caumont de La Force ou Mademoiselle de La Force (1654 — 1724) foi uma escritora da França. Seu trabalho mais conhecido é o conto de fadas Persinette de 1698, que mais tarde foi adaptado pelos Irmãos Grimm na história de Rapunzel.

## Contos
- contos de histórias
- La Bonne Femme (The Good Woman)
- La Puissance d'Amour
- Le Pays des Délices
- L'Enchanteur (The Enchanter)
- Persinette
- Plus Belle que Fée (Fairer-than-a-Fairy)
- Tourbillon
- Vert et Bleu (Green and Blue)